# العبدلية (جازان)
قرية العبدلية، إحدى قرى منطقة جازان وهي قرية سكنية تابعة لمركز المُوسَّم التابع لمحافظة الطوال جنوب غرب السعودية، تبعد أكثر من 50 كم باتجاه الجنوب من مدينة صامطة.

## الموقع
تقع قرية العبدلية شمال وادي ابن عبدالله بحوالي 2 كم وتعد كذلك من القرى الحدودية حيث تقع جنوب غرب المملكة قرب الحدود اليمنية السعودية على بعد حوالي 6 كم حيث تحدها الحدود اليمنية من الجهة الشرقية، كما تبعد حوالي 95 كيلومترا بالاتجاه الجنوبي الشرقي من مدينة جازان، وهي تقع عند خط طول 42 درجة وخط العرض 16 درجة، كما وتبعد حوالي 10 كيلو متر أيضاً عن مركزها قرية المواسم التي تقع إلى الجنوب الغربي من القرية.

## انظر ايضاً
- الرمضة
- الحثيرة
- حمد

## وصلات خارجية
- بيانات المجلس البلدي من الأمانة العامة لشؤون المجالس البلدية.
- حصر الخدمات بالمدن والقرى بمنطقة جازان.
- دليل الخدمات بمنطقة جازان.
- مصلحة الإحصاءات العامة والمعلومات.